# Émile Chautard (Regisseur)

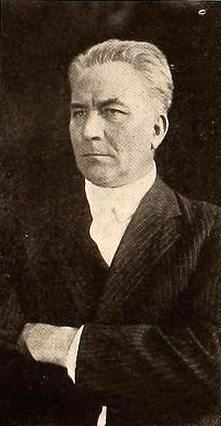
Émile Chautard (1920)

Émile Chautard (* 7. September 1864 in Paris; † 24. April 1934 in Los Angeles, USA) war ein französischer Schauspieler, Regisseur und Drehbuchautor der Stummfilmzeit.

## Leben
Chautard begann als Bühnenschauspieler am Théâtre de l’Odéon in Paris. Er arbeitete für die Filmproduktionsgesellschaft Éclair, bei der er 1910  Intendant und Leiter der Theaterschule wurde. 1915 wurde Chautard gemeinsam mit seinem Kollegen Maurice Tourneur von Éclair in die Vereinigten Staaten geschickt. Für Chautard begann damit eine erfolgreiche Karriere als Regisseur im erwachenden amerikanischen Filmgeschäft. Zwischen 1910 und 1924 führte er bei 107 Filmen Regie. Außerdem wirkte er zwischen 1911 und 1934 in 66 Filmen als Darsteller mit, so unter anderem in Marokko (1930) und Shanghai-Express (1932) von Josef von Sternberg.

## Filmografie (Auswahl)
Als Schauspieler
- 1926: Galgenhochzeit (Bardelys the Magnificent)
- 1926: Glanz und Elend in Hollywood (Broken Hearts of Hollywood)
- 1927: Upstream
- 1927: The Love Mart
- 1928: Die Nacht ohne Hoffnung (The Noose)
- 1928: Zeit des Flieders (Lilac Time)
- 1930: Mysterious Mr. Parkes
- 1930: Das kleine Café (Le petit café)
- 1930: Marokko (Morocco)
- 1930: Buster rutscht ins Filmland (Free and Easy)
- 1931: The Common Law
- 1931: The Road to Reno
- 1932: Shanghai-Express (Shanghai Express)
- 1932: The Man from Yesterday
- 1933: Die Legion des Todes (The Devil’s in Love)
- 1934: Wonder Bar